# رافعة رهوية

مخطط لرافعة رهوية زحّافة حديثة مزودة مداد (بنية). العاتق عارضة شبيكية مزود بذراع.

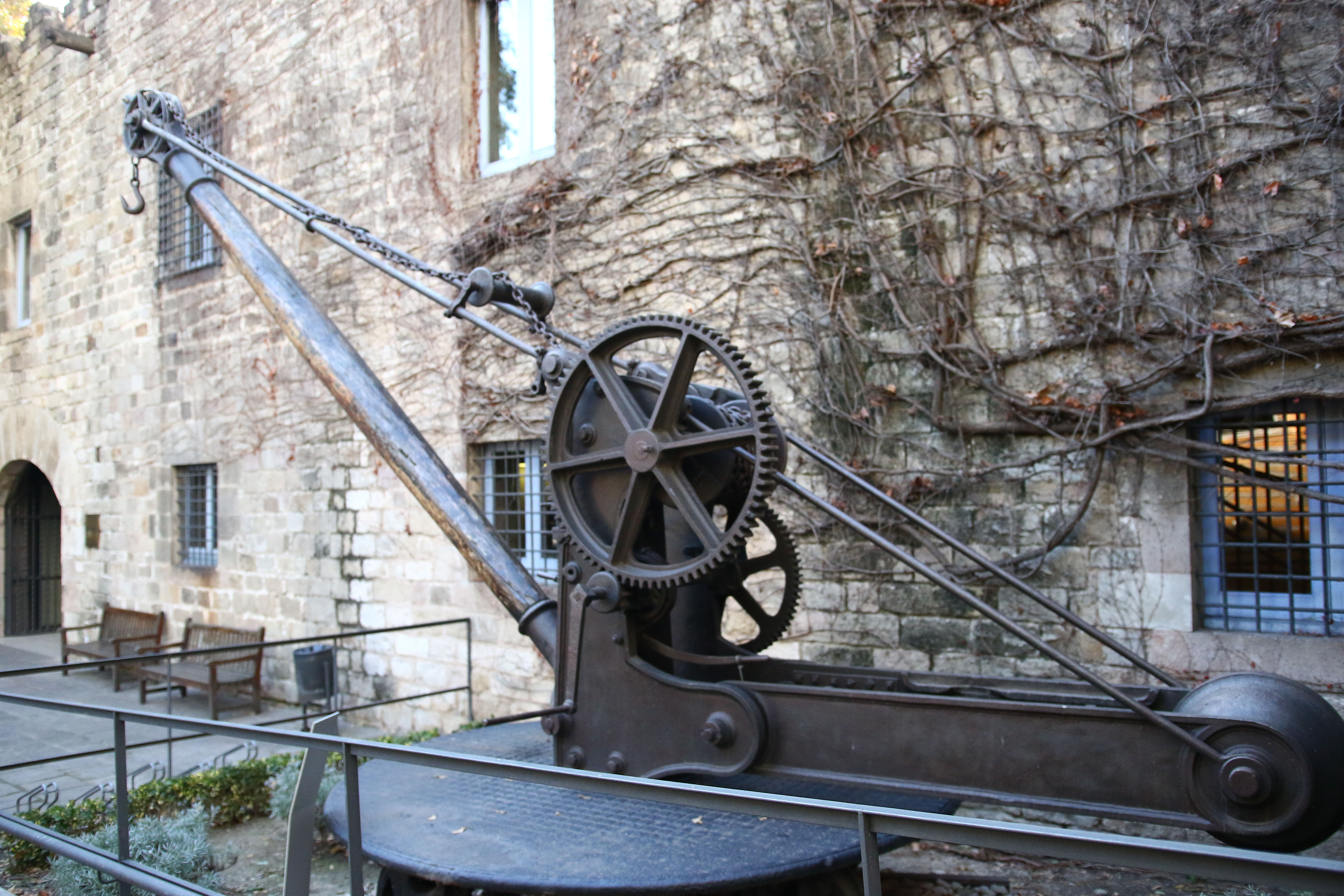
رافعة رهوية يدوية تعود إلى أواخر القرن التاسع عشر وتستخدم لتفريغ الحمولات الصغيرة من السفن في ميناء برشلونة، إسبانيا

الرَّافِعَة الرَّهْوِيَّة أو المِرْفَاع الرَّهْوِيّ أو الرَّهْوَة، يطلق عليها بشكل غير دقيق اسم الرافعة أو المِرفاع أو الوِنش كما تسميه العامة، هو نوع من الآلات يستخدم أساسا لرفع أو خفض المواد أو الأشياء الثقيلة ولنقلها أفقيا إلى أماكن أخرى، ولهذه الأغراض يتم تجهيزها في الأغلب بحبل الرفع (أو سلاسل) وبكرات محزوة. وتعتمد في طريقة عملها على نوع واحد أو أكثر من الآلات البسيطة لمضاعفة القوة المستخدمة وخلق فائدة ميكانيكية تجعلها قادرة على تحريك الأحمال التي تتجاوز القدرة الطبيعية للإنسان. في العادة تستخدم الرافعات في أشغال النقل لتحميل وتفريغ شحنات البضائع في المخازن والمواني ومحطات القطار، وفي أشغال البناء والتشييد (العمارة) لنقل مواد البناء وفي أشغال التصنيع (المصانع) لتركيب وتجميع المعدات الثقيلة.
كان الإغريق أول من اخترع رافعات البناء [بحاجة لمصدر] وكانت تدار بواسطة الرجال أو حيوانات الركوب والعمل، مثل الحمير. واستخدمت تلك الرافعات لبناء البنايات الشاهقة. وقد طورت في وقت لاحق رافعات أكبر حجما، وظفت فيها عجلات المدوس "treadwheels" التي تدار بواسطة الإنسان ، لتسمح برفع الأوزان الأثقل. في أوج العصور الوسطى الأوروبية، طرحت رافعات المواني لتحميل وتفريغ السفن والمساعدة في بنائها - وقد بني بعضها داخل أبراج حجرية لإضفاء المزيد من الصلابة والاستقرار. وكانت الرافعات الأوليّة تصنع في الأساس من الخشب، ولكن الحديد الزهر والصلب احتلا تلك الصدارة مع مجيء الثورة الصناعية في أوروبا.
ظلت الرافعات لقرون عديدة تعتمد علي المجهود العضلي للرجال أو الحيوانات، مع أنه كان يمكن إدارة المرافيع في الطواحين المائية والهوائية بواسطة القوي الطبيعية المسَخّرة. وكانت أول قوة «ميكانيكية» تستخدم في الرافعات هي تلك التي ولّدتها المحركات البخارية، فتم طرح أولي الرافعات البخارية في القرن الثامن عشر أو التاسع عشر، وظل العديد منها في الخدمة بشكل فعّال حتي أواخر القرن العشرين. الرافعات الحديثة تنقسم إلى نوعين من الأنظمة:
الانظمة الكهربائية والتي تستخدم عامة محركات الاحتراق الداخلي أو المحركات الكهربائية والأنظمة الهيدروليكية لتوفير قدرة على الرفع أكبر بكثير مما كان ميسرا في السابق، ومع ذلك فان الرافعات اليدوية لا تزال تستخدم حالما يكون الامداد بالطاقة غير مجدي اقتصاديا.

## أنواعها
- الرافعة البرجية من أهم المعدات المستخدمة في مواقع البناء، تخدم موقع العمل في تحميل المواد ورفعها مما يساعد على انجاز العمل سريعا ولكن لاستخدام مثل هذه المعدات لابد من تركيبها بشكل سليم ولكن معظم شركات المقاولات لا تملك مثل هذا الفريق المحترف ولذلك تلجأ إلى شركة متخصصة في مجال التركيب.
- الرافعة المجنزرة[3] أو الرافعة الزحافة[4] تتنقل على جنزير (زحّافة).
- الرافعة الجسرية تستخدم بشكل عام في الاماكن المفتوحة خاصة في مصانع الحديد والرخام والمصانع التي تتطلب رفع اثقال لمناطق قريبة كتحميل البضائع إلى الشاحنات وافراغها وتستخدم بكثرة في الموانئ لحمل الحاويات
- الرافعة السقفية تستخدم في المناطق المغلقة داخل المصانع وسبب تسميتها بالسقفية لانها تتموضع تحت سقف المصنع وتتحرك وفق مسار على طول المصنع وتستخدم لنفس اغراض الرافعة الجسرية
- الرافعة القنطرية نوع من الرافعات الثقيلة التي تتكون من هيكل قنطري، وتستخدم بشكل رئيسي في المصانع والموانئ لتحريك الأحمال الكبيرة والثقيلة

## الصور

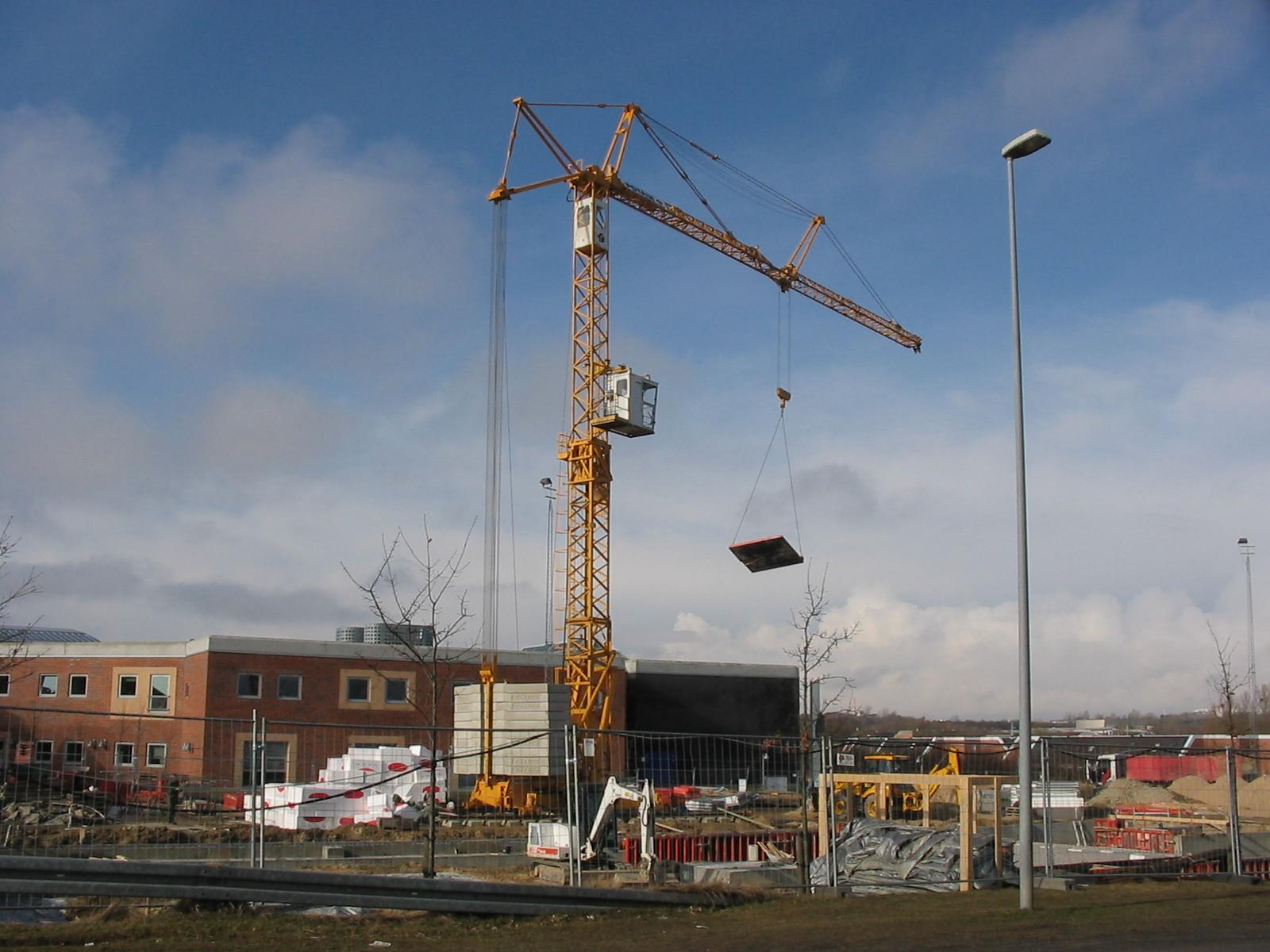
رافعة كالتي تستخدم في موقع بناء
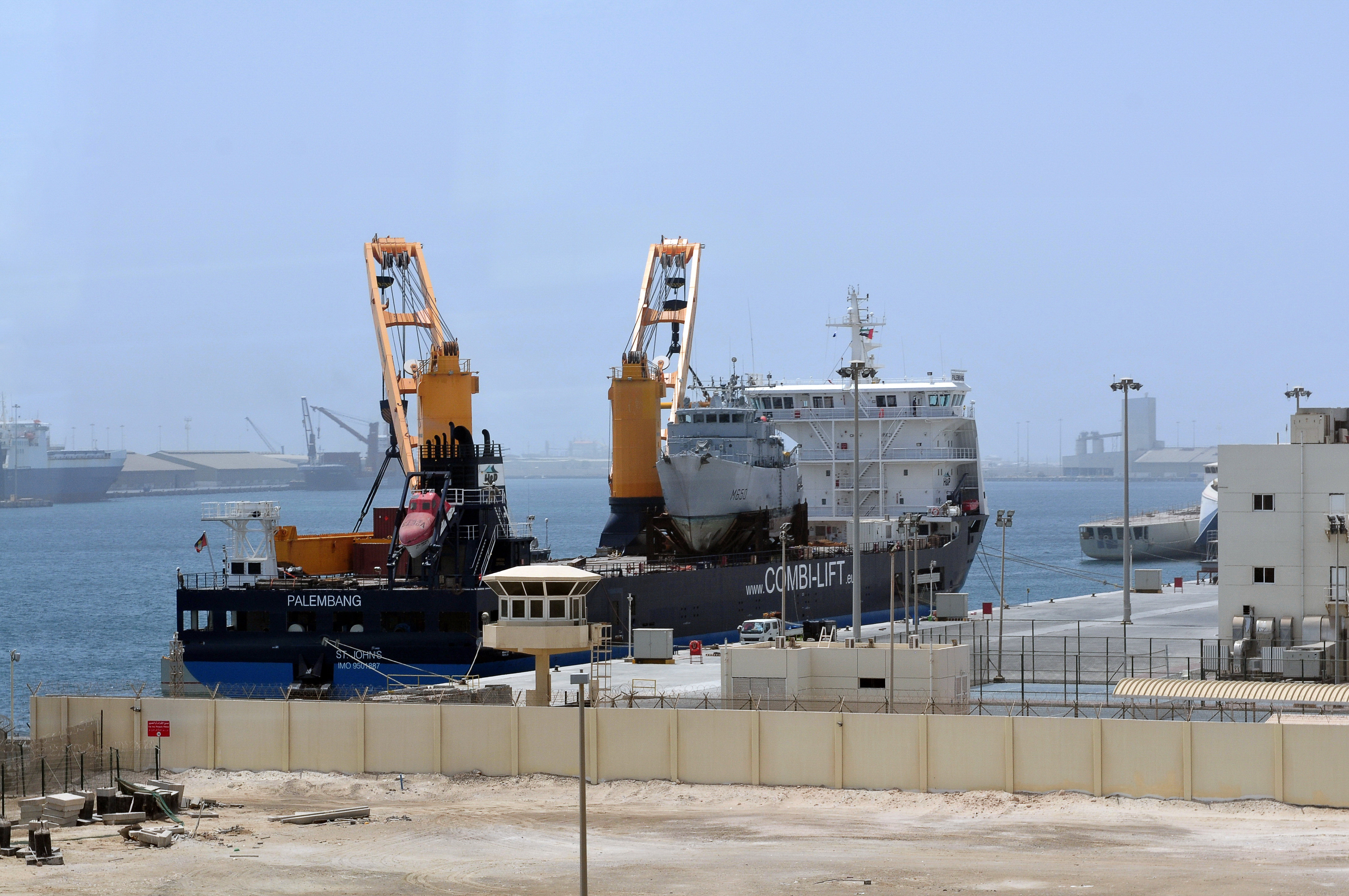
رافعتان على متن سفينة
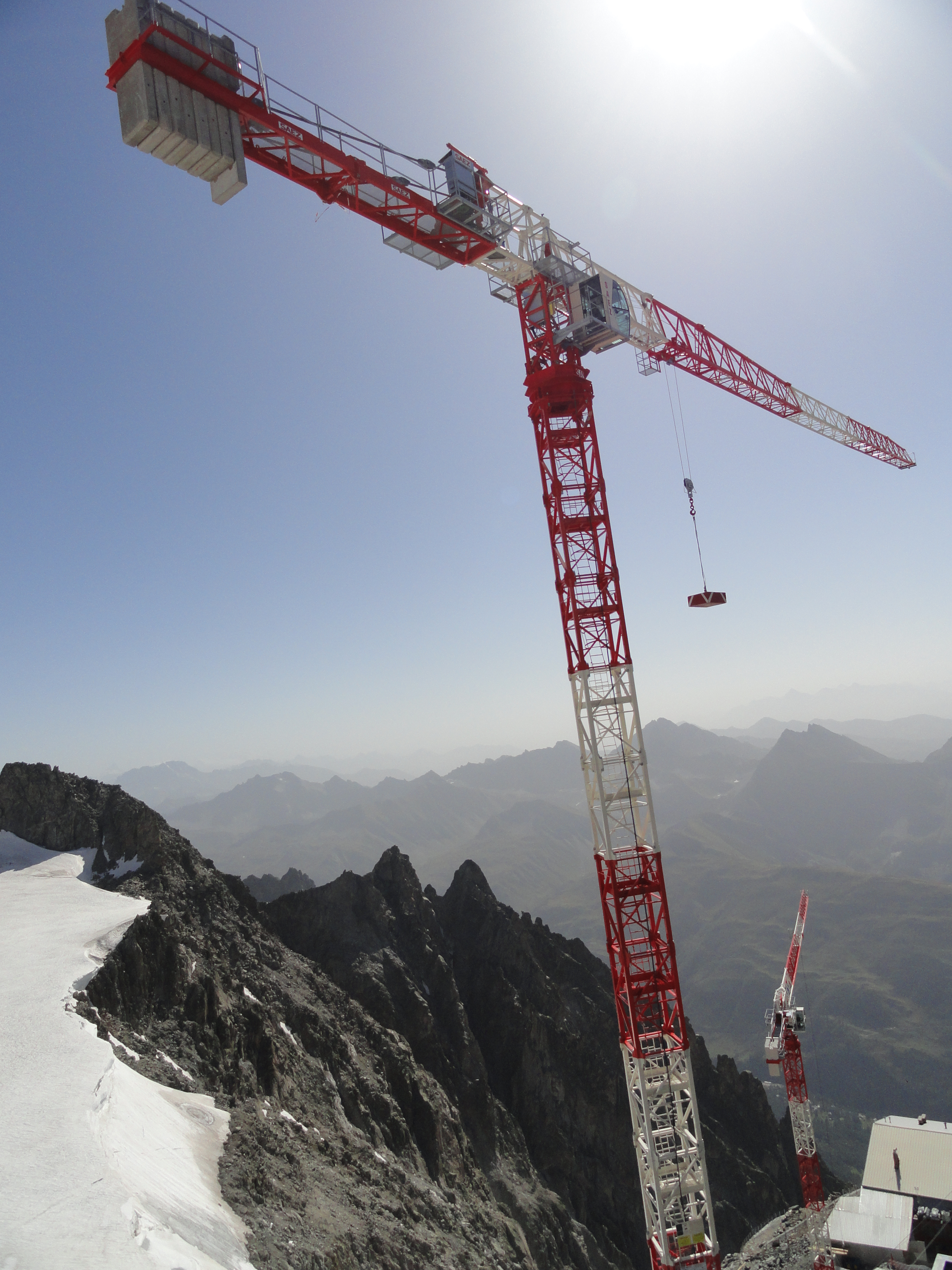
رافعة برجية على قمة جبل مونت بلان في سويسرا
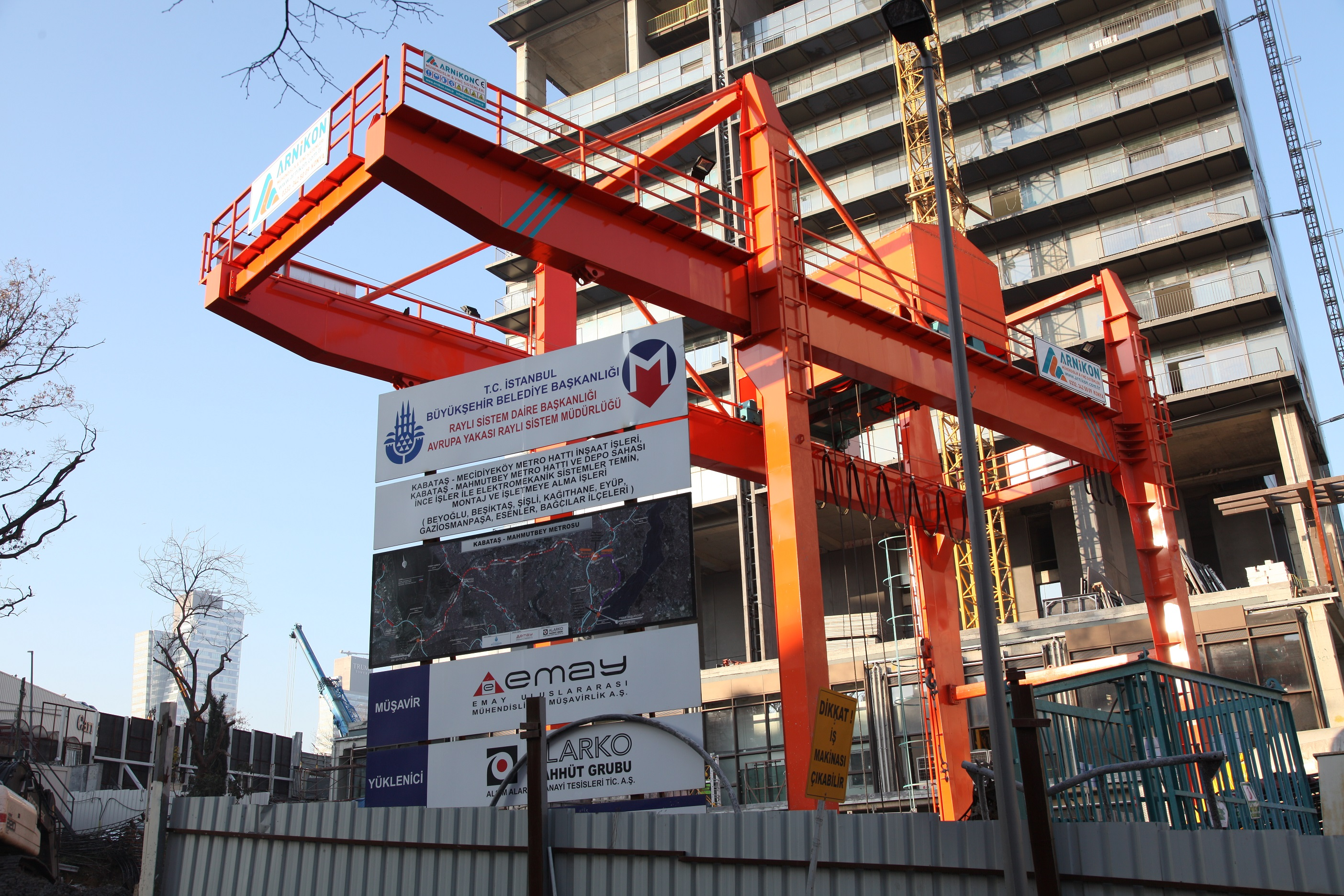
رافعة جسرية في تركيا